# فرناندو غارسيا (محامي)
فرناندو غارسيا (بالإسبانية: Fernando García Macua)‏ (و. 1963  م) هو محامي إسباني، ولد في بلباو.

## مناصب
تولى منصب رئيس، أتلتيك بيلباو (12 يوليو 2007–7 يوليو 2011)
.